# شهرستان کمبل (تنسی)
شهرستان کمبل، تنسی (به انگلیسی: Campbell County, Tennessee) یک سکونتگاه مسکونی در ایالات متحده آمریکا است که در تنسی واقع شده‌است.

## خصوصیات
شهرستان کمبل ۱٬۲۹۰ کیلومترمربع مساحت دارد.